# Time (Hearts Full of Love)
«Time (Hearts Full of Love)» es el sexgésimo sencillo del dueto inglés de música electrónica Erasure, que fue publicado de manera digital el 16 de octubre de 2021.
.
«Time (Hearts Full of Love)» es el corte de difusión del NeːEp y fue presentado con un video, dirigido por Stephano Barberis, quince días después de la edición del mismo.

## Lista de temas

### Sencillo
| Edición para video 1. Time (Hearts Full of Love) |

## Créditos
Time (Hearts Full of Love) es una canción escrita por Vince Clarke y Andy Bell.

## Datos adicionales
Time (Hearts Full of Love) se presenta para el video con una versión ligeramente diferente -otra mezcla- a la que aparece en el NeːEp.